# Marcello Serpa
Marcello Serpa (São Paulo, 1963) é um publicitário brasileiro, ex sócio-presidente e diretor de criação da AlmapBBDO, uma das maiores agências de publicidade brasileiras.
Foi para a Alemanha em 1983, onde estudou artes gráficas. Foi lá também onde teve o seu primeiro contato com a propaganda, sendo diretor de arte em agências como a GGK e R.G. Wiesmeier. Quando retornou ao Brasil continuou a sua carreira em agências como DPZ Rio, DPZ São Paulo e DM9 (ver DM9DDB). Em 1993, passa para a AlmapBBDO, onde foi sócio e Diretor Geral de Criação, junto com José Luiz Madeira, sócio e diretor de Planejamento e Serviços a Clientes ate 2016.
É um dos diretores de arte mais premiados do Brasil, sendo responsável pelo primeiro Grand Prix do Festival de Cannes em mídia impressa do país, com a campanha para o Diet Guaraná,em 1993. Tem vários Leões em Cannes, Clio Awards, CCSP e Fiap, além de  ter sido o  primeiro latino a presidir o Festival de Cannes, em 2000, e seu mais jovem presidente na história.
Em 2016, Marcello e seu sócio José Luiz Madeira venderam todas as suas ações na empresa após 22 anos de parceria.